# Anisopodus prolixus
Anisopodus prolixus là một loài bọ cánh cứng trong họ Cerambycidae.